# کلاستر اسپرینگز (ویرجینیا)
کلاستر اسپرینگز (به انگلیسی: Cluster Springs) یک منطقهٔ مسکونی در ایالات متحده آمریکا است که در ویرجینیا واقع شده‌است. کلاستر اسپرینگز ۲۲٫۳ کیلومتر مربع مساحت و ۸۱۱ نفر جمعیت دارد و ۱۵۰٫۸۸ متر بالاتر از سطح دریا واقع شده‌است.